# 산업사회학
산업사회학(industrial sociology)은 최근까지 노동사회학 분야의 중요한 연구 분야로 "기술 변화, 세계화, 노동 시장, 작업 조직, 경영 관행 및 고용 관계 동향의 방향과 의미"를 "이러한 경향이 어느 정도까지"인지 조사한다. 이러한 추세는 현대 사회의 불평등 패턴 변화, 개인 및 가족의 경험 변화와 밀접하게 관련되어 있다. "근로자가 업무 패턴화 및 업무 제도 형성에 도전하고 저항하며 기여하는 방식"과 밀접하게 관련되어 있다.

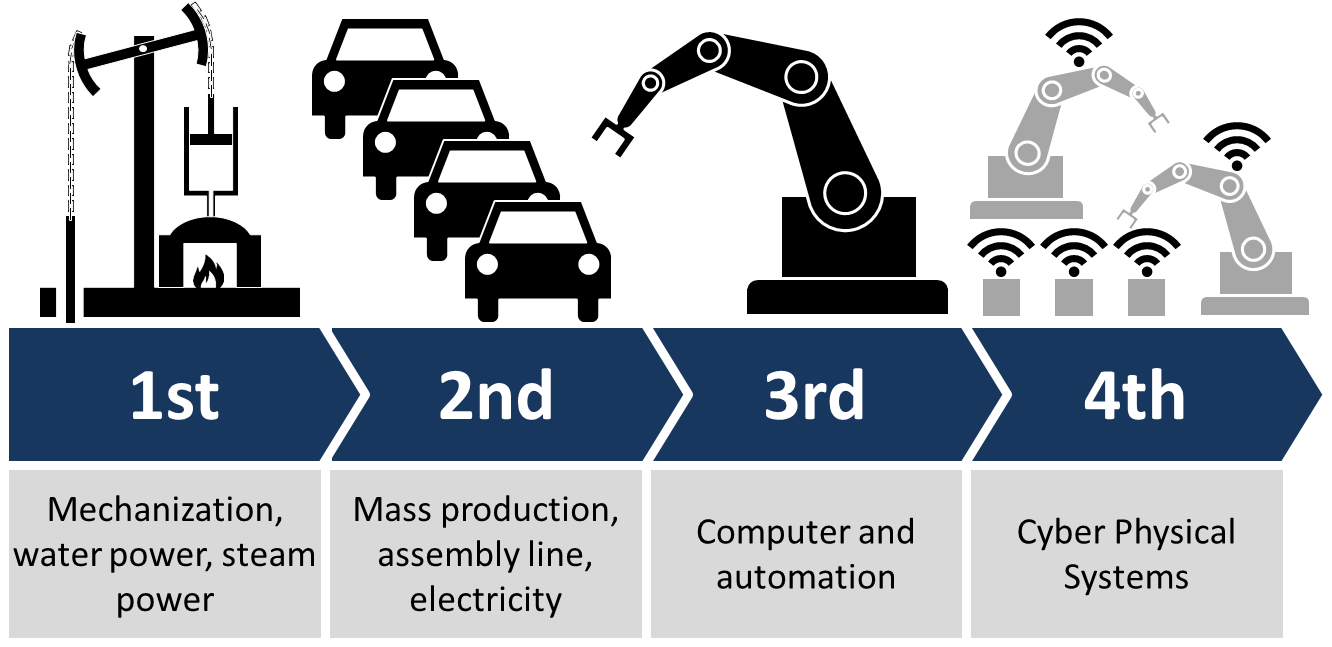
간단한 영어 설명과 함께 4가지 "산업 혁명"을 보여주는 인더스트리 4.0의 그림

## 같이 보기
- 경제사회학
- 산업심리학